# Barcos de Cristal
Barcos de Cristal – piąty album niemieckiego piosenkarza Thomasa Andersa, wydany 19 kwietnia 1994 roku. Składał się z jego wcześniejszych utworów zaśpiewanych po hiszpańsku.

## Lista utworów
| Nr  | Tytuł utworu                                 | Długość |
| --- | -------------------------------------------- | ------- |
| 1.  | „Tonterias”                                  | 4:01    |
| 2.  | „Luna De Plata”                              | 3:38    |
| 3.  | „Miedo De Ti”                                | 4:05    |
| 4.  | „Tu Chica Es Mi Chica” (oraz Glenn Medeiros) | 3:55    |
| 5.  | „Barcos De Cristal”                          | 3:26    |
| 6.  | „Una Mañana De Sol”                          | 4:02    |
| 7.  | „Para Sonia”                                 | 3:59    |
| 8.  | „Con Palabras”                               | 4:00    |
| 9.  | „Sueños”                                     | 3:30    |
| 10. | „Mi Chica Prohibida”                         | 3:45    |
|     |                                              | 38:21   |

Na podstawie Discogs.